# Кхам
Кам (тиб. ཁམས་; [kʰâm]) — один з історичних регіонів Тибету, на які традиційно тибетці поділяють свою країну. Знаходиться у південно-східній частині країни. З часів династії Юань до періоду Цін існувало 5 так званних хорських князівств — Жаго, Трехор, Кансар, Масур і Бері, на які поділялася територія Кхаму. 1640 року їх було підкорено Хошутським ханством.
Провінції, на які у минулому поділявся Тибет і які донині зберігають традиційну назву:
- У-Цанг
- Кам
- Амдо

## Інтернет-ресурси
- Khampa Network
- Seven Days in Permitless Tibet Magazine article about traveling overland across Kham

| Китай | Це незавершена стаття з географії КНР. Ви можете допомогти проєкту, виправивши або дописавши її. |